# 岡田武夫 (司教)
岡田 武夫（おかだ たけお、Peter Takeo Okada, 1941年10月24日 - 2020年12月18日）は、日本のカトリック教会聖職者。カトリック浦和司教区（現カトリックさいたま教区）第3代司教とカトリック東京大司教区の第8代大司教を務めた。洗礼名は「ペトロ」。

## 経歴
千葉県市原市に生まれ、東京大学法学部在学中にプロテスタントからカトリックに転会する。
1973年11月3日に司祭に叙階された。船橋教会助任司祭、西千葉教会主任代行を経て、1975年～1979年にローマに留学。帰国後、柏教会主任司祭、日本カトリック宣教研究所所長を歴任した後、1991年4月15日に教皇ヨハネ・パウロ2世により、カトリック浦和教区（現在のさいたま教区）の司教に任命され、同年9月16日に白柳誠一枢機卿、および大阪教区・安田久雄大司教と長崎教区・島本要大司教の共同司式により、司教叙階の秘跡を受けた。
2000年2月17日には、白柳枢機卿の引退に伴い、東京教区大司教に任命された。司教着座式は同年9月3日に行われた。大司教在任中はカトリック中央協議会の会長・副会長をそれぞれ数期務めた。
2010年2月の報道によれば、彼は教皇ベネディクト16世により、2010年10月に枢機卿に親任される見込みであったが、同年10月17日に発表された新しく任命された24人の枢機卿のリストには載らなかった。
2013年7月、自身の後任の浦和（さいたま）司教に就いていた谷大二が辞任し、これに伴いさいたま教区の管理者に任じられたため、再びさいたま教区の責任者となる。
2017年10月25日、75歳定年のため東京教区大司教を引退し、後任に新潟教区のタルチシオ菊地功司教を任命することをバチカンが発表。同年12月16日の菊地の着座をもって東京大司教を正式に引退した。しかしさいたま教区管理者は続投となり、以後はこちらが本業となった。
2018年9月24日、山野内倫昭がさいたま司教に叙任・着座したことで教区管理者業務は終了し、同日付で東京大司教区カトリック本郷教会の協力司祭に就任した。
2019年4月21日、東京大司教区カトリック本郷教会の小教区管理者に就任した。12月、文化庁長官表彰。
2020年12月18日午後1時22分、頸部食道がんに伴う出血性ショックのため東京医科歯科大学医学部附属病院にて死去。79歳没。
同年1月末にステージ4の食道がんが見つかったが、手術をせずに放射線療法と化学療法を続けながら在宅(本郷教会司祭館)で働き続けることを選択していた。体力が衰えるなか、精力的に文章を書き続けており、12月12日までブログ・Facebookが更新されている。しかし同月18日の朝に容態が急変、司祭館で大量吐血したため救急搬送され、搬送先の救急治療室で帰天したという。
12月23日、午前11時より東京カテドラル聖マリア大聖堂で葬儀ミサが執り行われたが、新型コロナ感染予防のため、一般信徒の参列は認められなかった(葬儀ミサの動画は生中継配信された。『外部リンク』参照)。また、火葬を葬儀ミサの3日前の同月20日に行うという、日本の司祭・司教の葬儀(通常は葬儀ミサ後に荼毘に附される)としては異例の事態となった。
2021年1月19日に追悼ミサが行われる予定であったが、新型コロナ感染対策の緊急事態宣言が同年1月7日夜に1都3県に再発令されたのを受け、一旦延期された。その後、同年3月22日の同宣言解除を受け、追悼ミサは参列者人数を厳しく制限した上で、同年4月19日に東京カテドラル聖マリア大聖堂で行われた。
納骨式は、同年5月8日、東京・カトリック府中墓地で、親族のみの立ち会いを認めて行われた。

## 思想
エキュメニズム活動に熱心であり、2008年2月1日には日本聖公会の植松誠首座主教と共同で「ともに捧げる祈りの集い」を東京カテドラル聖マリア大聖堂で司式した。2009年には、日本聖公会150周年記念礼拝が同カテドラルで行われた。 
また、司祭の高齢化が進み、病気の司祭、疲労し消耗している司祭が増えていることが教会にとって大きな課題であるとして、司祭の休暇・休養の制度を確立することを決定した。
2019年9月29日、ローマ教皇庁の刷新に関する提言を公開書簡として発表。 インカルチュレーション、非中央集権化、霊的刷新の3点を挙げ、1960年代にオランダで広まり始めた手による聖体拝領について、「日本の文化や習慣に従い、直接口で受けるのではなく、うやうやしく聖体を手で受ける許可を受けています」として、許可が取り消されるのではないかと危惧を表明した
。